# Internet en Estados Unidos

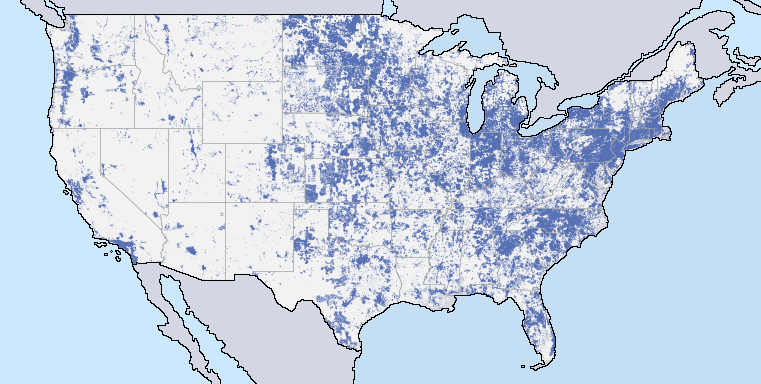
Disponibilidad de banda ancha por cable (velocidad de descarga igual o superior a 3 Mbit / s) en diciembre de 2012.

Internet en Estados Unidos surgió de ARPANET, una red patrocinada por la Agencia de Proyectos de Investigación Avanzada del Departamento de Defensa de los Estados Unidos durante la década de los años 1960. Las conexiones a Internet en los Estados Unidos son proporcionadas en gran medida por el sector privado y están disponibles en una variedad de formas, utilizando una variedad de tecnologías, a una amplia gama de velocidades y costos. En 2019, Estados Unidos ocupó el tercer lugar en el mundo por el número de usuarios de Internet (detrás de China e India), con 312,32 millones de usuarios. A partir de 2019, el 90% de los adultos en Estados Unidos usa Internet, ya sea de manera irregular o frecuente. Estados Unidos ocupa el primer lugar en el mundo con 7.000 proveedores de servicios de Internet (ISP) según la CIA. El ancho de banda de Internet por usuario de Internet fue el puesto 43º más alto del mundo en el año 2016. Los nombres de dominio de nivel superior de Internet específicos de EE. UU. Incluyen .us, .edu, .gov, .mil, .as (Samoa Americana), .gu (Guam), .mp (Islas Marianas del Norte), .pr (Puerto Rico) y .vi (Islas Vírgenes de EE. UU.). Muchas organizaciones e individuos con sede en Estados Unidos también utilizan dominios genéricos de nivel superior, cómo .com, .net, .org, .name, etc.

## Estadísticas de uso
|      | Usuarios de Internet | Usuarios de Internet | Suscriptores de banda ancha fija (cableada) | Suscriptores de banda ancha fija (cableada) | Suscriptores de banda ancha inalámbrica | Suscriptores de banda ancha inalámbrica |
| Año  | % de la población    | Rango global         | % de la población                           | Rango global                                | % de la población                       | Rango de la OCDE                        |
| ---- | -------------------- | -------------------- | ------------------------------------------- | ------------------------------------------- | --------------------------------------- | --------------------------------------- |
| 2013 | 84,2%                | 1/211                | 28,5%                                       | 29/203                                      | 100,7%                                  | 7/35                                    |
| 2012 | 79,3%                | 28/211               | 28,5%                                       | 26/198                                      | 90,7%                                   | 6/35                                    |
| 2011 | 69,7%                | 39/214               | 27,5%                                       | 25/194                                      | 78,3%                                   | 7/35                                    |
| 2010 | 71,7%                | 30/209               | 26,5%                                       | 28/203                                      | 61,9%                                   | 7/35                                    |
| 2009 | 71,0%                | 25/210               | 25,3%                                       | 27/200                                      | 46,8%                                   | 7/35                                    |
| 2008 | 74,0%                | 17/210               | 24,7%                                       | 24/197                                      |                                         |                                         |
| 2007 | 75,0%                | 14/209               | 23,1%                                       | 21/189                                      |                                         |                                         |
| 2006 | 68,9%                | 17/206               | 20,0%                                       | 22/173                                      |                                         |                                         |
| 1990 | 68,0%                | 15/206               | 17,2%                                       | 19/174                                      |                                         |                                         |
| 1989 | 64,8%                | 14/204               | 12,6%                                       | 17/151                                      |                                         |                                         |
| 1988 | 61,7%                | 12/202               | 9,5%                                        | 17/131                                      |                                         |                                         |
| 1987 | 58,8%                | 13/207               | 6,8%                                        | 13/109                                      |                                         |                                         |
| 1986 | 49,1%                | 12/207               | 4,4%                                        | 9/81                                        |                                         |                                         |
| 1985 | 43,1%                | 12/206               | 2,5%                                        | 6/45                                        |                                         |                                         |

## Principales proveedores de servicios de Internet
Disponibilidad de Internet de Comcast por estado.

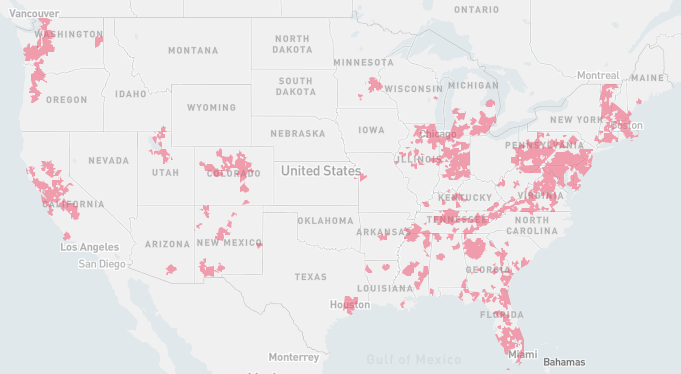
Mapa de disponibilidad de Comcast por código postal.

Los proveedores de acceso a Internet de banda ancha en los Estados Unidos con más de un millón de suscriptores al final del segundo trimestre de 2018 fueron:Mbit / s: Megabit por segundo Gbit / s: Gigabit por segundo (1 Gbit / s = 1000 Mbit / s)
| proveedor        | subscripciones | servicio |
| ---------------- | -------------- | --- |
| Xfinity          | 26,509,000[6]  | Acceso a Internet por cable a velocidades de hasta 1 Gbit / s[7] Fibra en áreas seleccionadas con velocidades de hasta 2 Gbit/s.[8]                                                                                    |
| Charter Spectrum | 24,622,000[6]  | Acceso a Internet por cable a velocidades mínimas de 100 Mbit / sy hasta 1 Gbit / s en la mayoría de los mercados[9]                                                                                                   |
| AT&T             | 15,772,000[6]  | Acceso DSL a velocidades de hasta 18 Mbit / sy acceso FTTN VDSL2 (Internet de AT&T) a velocidades de hasta 100 Mbit / s. Acceso a fibra disponible a hasta 1 Gbit / s[10]                                              |
| Verizon          | 6,956,000[6]   | Acceso DSL a velocidades de 0,5 a 15 Mbit / s, y acceso de fibra (FiOS) a velocidades de 50 Mbit / sa 1 Gbit / s.[11][12]                                                                                              |
| CenturyLink      | 5,506,000[6]   | VDSL2 + vectorizado y enlazado velocidades de hasta 140/10 Mbit / s[13] y también ofrece líneas Metro Ethernet y T1, velocidades de fibra de hasta 1 Gbit / s para consumidores y hasta 100 Gbit / s para empresas[14] |
| Cox              | 5,020,000[6]   | Acceso a Internet por cable a velocidades de 5 Mbit / sa 1 Gbit / s.[15] |
| Altice USA       | 4,082,100[6]   | Acceso a Internet por cable a velocidades de 5 Mbit / sa 1 Gbit / s.[16] and fiber access at speeds up to 1 Gbit/s in select markets[17]                                                                               |
| Frontier         | 3,863,000[6]   | Acceso de fibra con velocidades de hasta 10 Gbit / s.[18] |
| Mediacom         | 1,251,000[6]   | Acceso a Internet por cable a velocidades de 60 Mbit / sa 1 Gbit / s.[19] |
| TDS Telecom      | 1,192,900[20]  | Velocidades de acceso a Internet por cable y acceso DSL alámbrico de hasta 1 Gbit / s |
| Windstream       | 1,006,700[6]   | Acceso DSL a velocidades de 3 a 12 Mbit / s. También ofrece fibra, Metro Ethernet y velocidades T1, hasta 1 Gbit / s.[21]                                                                                              |
En 2010, cuatro de estas empresas se ubicaron entre los diez ISP más grandes del mundo en términos de suscriptores: Comcast, AT&T , Time Warner y la compañía Verizon.

## Ley de Libertad Fiscal de Internet
En 1998, se aprobó la Ley de Libertad Fiscal de Internet que impone impuestos en particular sobre el comercio electrónico. Esta ley ha sido prorrogada tres veces por el Congreso de los Estados Unidos desde su aprobación inicial. La extensión más reciente se llama Ley de Enmienda de la Ley de Libertad Fiscal de Internet de 2007, promulgada el 1 de noviembre del 2007 por George W. Bush.